# Géronne (ruisseau)
Ne doit pas être confondu avec Gérone.
La Géronne est un ruisseau de Belgique, affluent en rive droite de la Sûre faisant partie du bassin versant du Rhin. 

## Description
Coulant entièrement en province de Luxembourg, la Géronne prend sa source (altitude 510 m) dans les bois à l'ouest de Bercheux (commune de Vaux-sur-Sûre), s'oriente vers le sud, traverse le village de Juseret où elle prend le nom de ruisseau de Juseret, reçoit en rive gauche le ruisseau de Lescheret et en rive droite le ruisseau de Massul, s'oriente dès lors vers l'est puis vers le nord-est, arrose Chêne (commune de Léglise), reçoit en rive gauche le ruisseau de Lescheret avant de se jeter dans la Sûre près de Volaiville (altitude 405 m).
Après avoir reçu le ruisseau de Lescheret, la Géronne est doublée par le canal du Moulin. Elle coule alors dans un site de grand intérêt biologique d'une superficie de 81,76 ha.

## Classement
La vallée de la Géronne est reprise sur la liste du patrimoine immobilier classé de Léglise depuis le 3 janvier 1992.
 Patrimoine classé (1992, Vallée de la Géronne, no 84033-CLT-0004-01)